# 대산면 (함안군)
대산면(代山面)는 대한민국 경상남도 함안군의 면이다. 함안군의 군청소재지인 가야읍으로부터는 14.0km 북방향에 위치해 있다. 의령군 지정면을 경계로 남강과, 창녕군 남지읍의 경계점 낙동강의 합류 지점에 자리잡고 있다. 토질이 사질 퇴적토로 이루어진 평야지대로서 수박 시설재배지로는 천혜적인 지리적 조건을 갖추고 있어, 전국에서 으뜸가는 특산물 수박을 생산하고 있다. 생산농가수는 868 가구이며, 면적은 1,79 1ha 수박하우스 집단재배지이다. 주변 주요 도시로는 경상남도 도청소재지인 창원시와는 48.7km, 마산시 34.7km, 부산광역시 114.0km, 진주시 63.3km 거리에 위치하며, 남해고속도로와 구마고속도로와의 교통요충 지점에 놓여있어 농산물 수송이 용이하고 주민교통이 편리하여 농공복합 지역으로 복합영농을 추진하고 있다.

## 연혁
대산면은 당초 대산리로서 함안에서 제일 큰 리였으나 조선 후기에 와서 리가 면으로 개칭되면서 내대산면과 외대산면으로 분리되었다. 내대산면은 부목리(마산동)에 면청사를 두고 부목, 대사, 평림, 구혜, 장암등 5개리를 관할하였고, 외대산은 옥열리에 터를 잡아 산서, 옥열, 서촌, 하기 4개리를 관할케 하였다. 1914년 3월 1일 행정구역 폐합시 내외 대산면을 병합하여 ‘대산면’이라 이름하여 9개리 26동으로 개편되었으나, 1973년 7월 1일에 산서리를 가야면에 편입하고, 현재는 8개 법정리 22개 행정동으로 편성되었다.

## 행정 구역
- 구혜리(九惠里)
- 하기리(下基里)
- 부목리(富木里)
- 옥렬리(玉悅里)
- 장암리(長岩里)
- 평림리(平林里)
- 서촌리(西村里)
- 대사리(大沙里)

## 교육
- 대산초등학교
- 대산중학교
- 경남로봇고등학교

## 출신인물
- 김재현: 전.13대 서울강서구청장(민선, 한나라당)